# Thép không gỉ dùng cho dụng cụ y tế
Thép dụng cụ y tế là thép không gỉ chuyên dùng có hàm lượng bao gồm sắt, carbon, chromi (12-20%), molypden (0,2-3%), và đôi khi có cả nickel (8-12%).
Thành phần chromi trong hợp kim sẽ giúp cải thiện khả năng chống chịu sự ăn mòn, nickel sẽ giúp cho hợp kim có khả năng sáng bóng và thẩm mỹ. molypden tăng thêm độ cứng cho hợp kim và duy trì sự sắc bén lâu dài.